# Hrvatski šopronski dani
Hrvatski šopronski dani (mađ. Horvát napok) je kulturna manifestacija hrvatske manjine u gradu Šopronu u Mađarskoj.  Tradicionalna je godišnja priredba. Održava se od 2003. godine. Traju tri dana. Program obuhvaća zabavne, kulturne i znanstvene elemente.

Svake godine posvećeni su nekom drugom događaju. 2014. bili su u znaku 100. obljetnice od početka 1. svjetskog rata.

## Vanjske poveznice
- Vijesti HRT-a na temu Šopronskih dana, HRT – Glas Hrvatske
- 6. Šopronski hrvatski dani, 28. lipnja 2008., ÖRF - Volksgruppen: Hrvati